# Кролик в докембрии
«Кролик в докембрии» — один из популярных аргументов, используемых сторонниками теории эволюции в спорах с креационистами. Автором аргумента является биолог Джон Холдейн, которому во время одной из дискуссий был задан вопрос, какое доказательство могло бы поколебать его уверенность в теории эволюции.
Этот ответ часто используется для опровержения утверждения о том, что теория эволюции нефальсифицируема. По мысли известного философа Карла Поппера, фальсифицируемость теории является важным признаком её научности. Сам Поппер при первоначальном анализе выразил сомнения в фальсифицируемости теории эволюции, но впоследствии изменил своё мнение.
Кролики являются млекопитающими. С точки зрения науковедения, обнаружение достоверных окаменелостей млекопитающих в докембрийских отложениях не сможет моментально опровергнуть теорию эволюции, однако покажет серьёзные ошибки в современном понимании эволюционного процесса. Млекопитающие появились намного позже докембрия. Геологическая летопись показывает, что первые настоящие млекопитающие возникли в триасе, а древнейшие находки представителей современных отрядов датируются палеогеном. Эти периоды отделены от докембрия сотнями миллионов лет.

## Происхождение фразы
Несколько авторов говорят о заявлении Джона Холдейна о том, что находка ископаемого кролика в докембрийских отложениях разрушит его веру в эволюцию. Однако эти ссылки относятся к 1990-му и более поздним годам (Холдейн умер в 1964 году). В 1996 году Майкл Бентон цитировал книгу Марка Ридли «Эволюция» 1993 года издания. Ричард Докинз писал в 2005 году, что Холдейн отвечал на вопрос общества «Зелоты Карла Поппера» («Popperian zealot»). В 2004 году Рича Арора (Richa Arora) написала, что история была рассказана Джоном Мейнардом Смитом в одной из телевизионных программ. Джон Мейнард Смит приписывал эту фразу Холдейну и утверждал, что она была произнесена во время дискуссии с Полом Харви в начале 1970-х годов.